# Alfred Fuchs

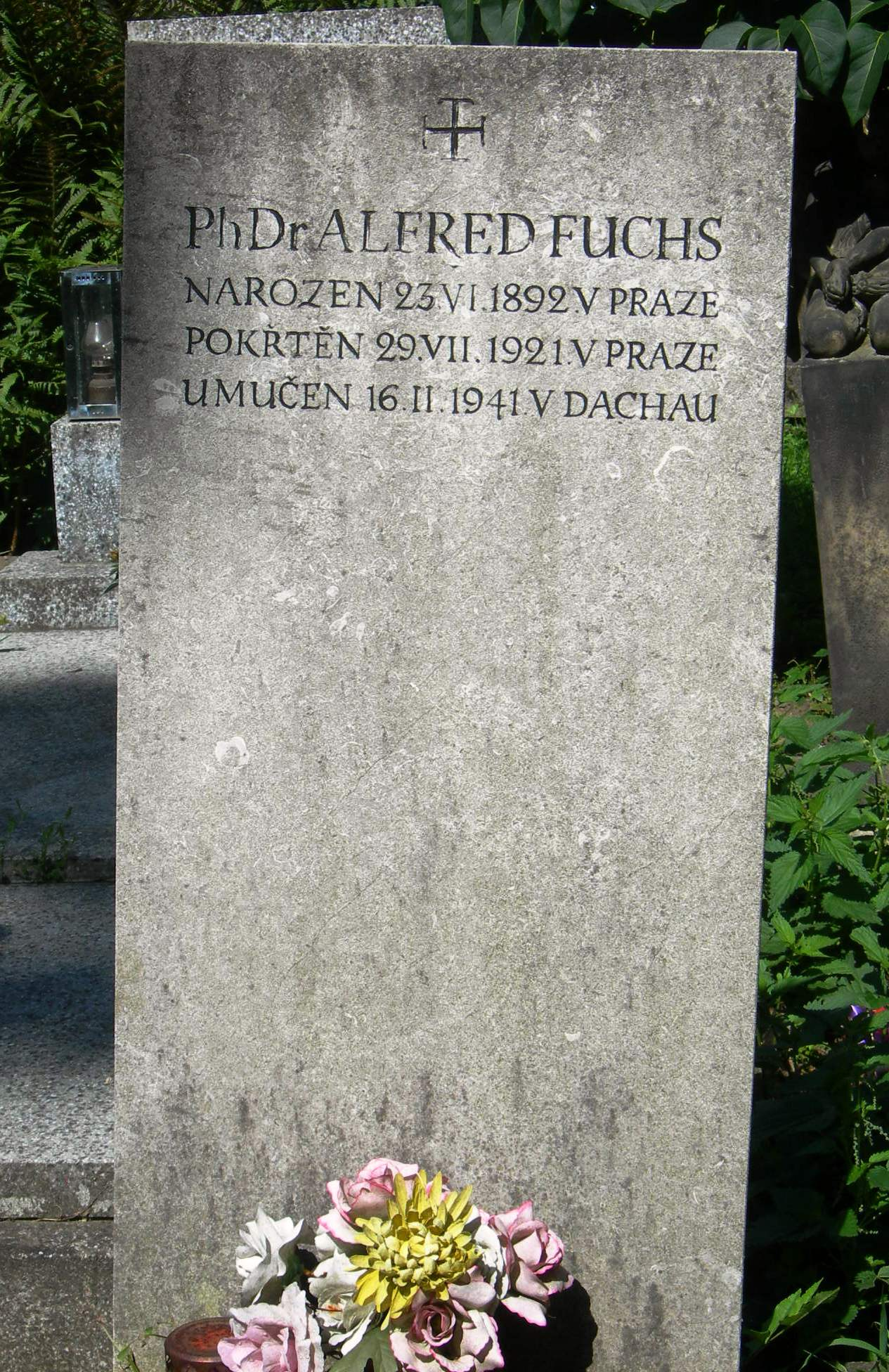
Náhrobek Alfreda Fuchse na břevnovském hřbitově

Alfred Fuchs (23. června 1892 Královské Vinohrady – 16. února 1941 Dachau) byl česko-židovský spisovatel, novinář a překladatel z němčiny. V roce 1921 přijal křest a vstoupil do římskokatolické církve. V roce 1941 byl umučen nacisty v koncentračním táboře Dachau. Roku 1992 byl vyznamenán Řádem TGM I. třídy in memoriam.

## Život a působení
Narodil se na Královských Vinohradech v rodině obchodního cestujícího Julia Fuchse (1863–?) a jeho manželky Berty, rozené Weissbarthové (1867–1942). Matka se stala obětí holokaustu, otec zemřel dříve.
Po maturitě na Vinohradech roku 1911 studoval na Karlově univerzitě filosofii, práva a teologii a roku 1915 získal doktorát filosofie.
Od roku 1918 učil na průmyslové škole v Ostravě a byl tajemníkem česko-židovského sionistického hnutí.
Roku 1921 se dal pokřtít v Benediktinském opatství Panny Marie a sv. Jeronýma v Emauzích, vstoupil do Lidové strany a věnoval se překládání a publicistice. Svoji konverzi vysvětlil v novele „Oltář a rotačka“. Psal hlavně o náboženství a církvi, o kultuře a politice. Redigoval pondělník Českého slova, psal do deníku Tribuna, kde se podepisoval značkou „Draf“, později do Přítomnosti a v letech 1923–1939 byl na tiskovém odboru Předsednictva vlády. Od roku 1925 byl šéfredaktorem deníku Prager Tagblatt a roku 1929 kandidoval do Senátu za Křesťansko-sociální hnutí. Zároveň přednášel na Svobodné škole sociálních nauk, kde se habilitoval prací „Nejnovější politika papežská“.

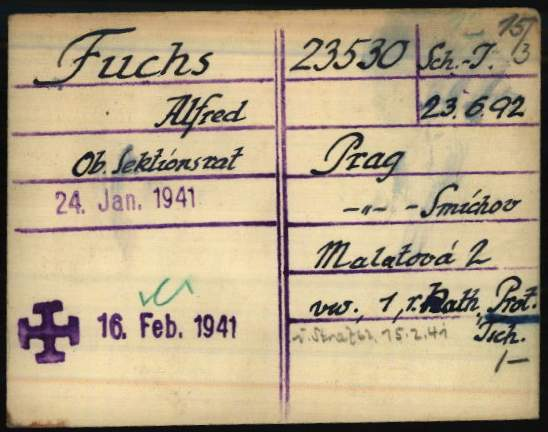
Registrační karta Alfreda Fuchse jako vězně v koncentračním táboře Dachau

Bezprostředně po nacistické okupaci Československa byl opakovaně vyslýchán gestapem. V říjnu 1940 byl zatčen a deportován do koncentračního tábora Dachau, kde byl v únoru 1941 umučen.
Je pohřben na břevnovském hřbitově.

## Dílo
Mladý Fuchs překládal Heineho „Hebrejské melodie“ (společně se Z. Kalistou), Goethovy „Balady“ a Janáčkův životopis od M. Broda, později latinské hymny a modlitby. Svoji první knihu věnoval „Židovské otázce“ a sionismu, další sjednocování církví, psal o demokratické politice a jejím vztahu k náboženství a napsal celou řadu knížek o velkých postavách křesťanství, ale také středověkého judaismu („Bratři Ratisbonnové“).
- O židovské otázce. Praha: Společnost českých akademiků židů 1909
- O národnosti a vlastenectví. Opava: Červinka 1922
- Sjednocení církví. Praha: ČAT 1924
- Náboženství a politika. Praha: ČAT 1925
- Dnešní myšlenková krise. Praha: ČAT 1926
- Paneuropa či eurasie? Praha: ČAT 1927
- Oltář a rotačka. Praha: Sfinx 1930
- Autorita. Praha: Melantrich 1930
- Zákulisí novin: psychologie novinářského povolání. Praha: V. Petr 1931
- Bratři Ratisbonnové. Olomouc 1934
- Deset katolických politiků a diplomatů. Praha: Aventinum 1934
- Svatý Bernard z Clairvaux. Olomouc 1935
- Demokracie a encykliky. Praha: Vyšehrad 1936
- Propaganda v demokracii a v diktaturách. Praha: F. Borový 1938
- Křesťan a svět (vyd. C. Mařan). Praha: Universum 1948